# 六十進法
六十進法（ろくじっしんほう）とは、60 を底（てい）とし、底およびその冪を基準にして数を表す方法である。

## 記数法

バビロニア数字

六十進記数法とは、60を底とする記数法である。
本節では、断りがない限り十進法で表記し、例えば10は十を、60は六十を指すこととする。
紀元前3000年から紀元前2000年の頃から、シュメールおよびその後を継いだバビロニアでは、六十進法が用いられた。シュメール人が六十進法を用いた理由は分かっていない。楔形文字には 1 から 59 に対応する数字があった。これは十進法を補助的に用い、横の楔 (𒌋) が 10 を、小さな縦の楔 (𒐕）が 1 を表す。当初は 0 を表す記号はなく空白で表したが、紀元前2世紀頃から空白を表す記号を用いるようになった（単に空白を表すものであり、0 という数を表す数字ではなかった）。
バビロニア数学の六十進法で特徴的なのは、1未満の数を表す際に、早くから小数の概念が存在した事である。ヨーロッパ世界では1未満の数を表すにはエジプト数学より導入した分数（エジプト式分数）を用いていたが、計算が面倒であるため、天文学で星の運行の計算をする時など、バビロニアの六十進法が導入された。角度を度数法で表す際の1度未満の度数単位や、1時間未満の時間の単位が六十進法であるのは、これに由来する。
バビロニア数字が十進表記であったことから、現在でも六十進法の表記には十進法を補助的に用いる例が一般的になっている。バビロニア数字の転写には、十進法のアラビア数字を用い、小数点にセミコロン (;)、桁の区切りにコンマ (,) を用いる。例えば 2,15;30 は
2 × 601 + 15 × 600 + 30 × 60−1 = 135.5
を表す。
これとは別に、時間や角度において、それぞれの基準である時間および度を ° で表し、それ以下を 1/60 ごとにプライム (′) を用いて表す方法がある。例えば 1°20′15″ は 1 時間 20 分 15 秒または 1 度 20 分 15 秒であり、1.3375 時間あるいは度を表す。またヨーロッパの天文学者はプライムの代わりに上付きのローマ数字を使うこともあった。例えば 2°51I36II28III21IV は
2 × 600 + 51 × 60−1 + 36 × 60−2 + 28 × 60−3 + 21 × 60−4 = 2.86013125⋯
を表す。これは単位の名称を言えば 2 時間(hours)/度(degrees) 51 分(minutes) 36 秒(seconds) 28 thirds 21 fourths となる（単位の名称について、詳細は#単位を参照）。
この外には、干支も六十進法の一種であり、「甲子」「乙丑」というように十位と十二位の組み合わせで表現されている。

## 命数法
六十進命数法とは、60 を底とする命数法である。

### 数詞
自然言語で六十進命数法の数詞を持つものは極めて少ない。シュメールおよびバビロニアでは六十進命数法の数詞が用いられた。内部に十進法を含み、60 を底とするというよりは、100 の代わりに 60 を区切りとするものである。
ニューギニア島のエカリ語 (Ekari) でも六十進法の数詞が使われている。これは内部に十進法と二十進法を含む複雑な体系である。

### 単位
前述の通り、天文学の分野でバビロニアの六十進法が使われた事から、現在に至るも時間や角度の単位にはバビロニアの六十進法が残っている。このように、単位が 1/60 ずつ小さくなる分割法を六十分法（）と呼ぶ。六十進法を意味する英語「sexagesimal」やラテン語「sexagesimus」は、本来は「1/60」を意味する語である。
以下、時間・度を基準単位とした時間・角度の六十進法による分割の名称の表を示す。秒より下にも表のような単位が一応存在し、秒の60分の1の英語「third」に相当する語は、現代のポーランド語「tercja」やトルコ語「salise」に残っているが、現代では時間・角度とも、秒未満は十進小数とし、必要に応じてSI接頭辞を用いて1000の累乗で分割したミリ秒(ms)・マイクロ秒(μs)・ナノ秒(ns)・ピコ秒(ps)・フェムト秒(fs)・アト秒(as)（角度はミリ秒角・マイクロ秒角・ナノ秒角・ピコ秒角・フェムト秒角・アト秒角とも）などといった単位を用いるのが一般的である。また角度については度未満を十進小数とする場合も多い。
| 値       | 英語          | ラテン語      | 漢字（日本語・中国語）            | （参考）秒未満の十進換算 |
| -------- | ------------- | ------------- | --------------------------------- | ------------------------ |
| 基準     | hour / degree | horae（時間） | 時間（中国語は「小时」） / 度     |                          |
| 1/60     | minute        | minuta        | 分（時間の分 / 角度の分（分角）） |                          |
| (1/60)2  | second        | secunda       | 秒（時間の秒 / 角度の秒（秒角）） |                          |
| (1/60)3  | third         | tertia        | （微）                            | 16.6667ms                |
| (1/60)4  | fourth        | quarta        | （繊）                            | 277.778μs                |
| (1/60)5  | fifth         | quinta        | （忽）                            | 4.62963μs                |
| (1/60)6  | sixth         | sexta         | （芒）                            | 77.1605ns                |
| (1/60)7  | seventh       | septima       | （塵）                            | 1.28601ns                |
| (1/60)8  | eighth        | octava        | （虚）                            | 21.4335ps                |
| (1/60)9  | ninth         | nona          | （末）                            | 357.225fs                |
| (1/60)10 | tenth         | decima        | （弗）                            | 5.95374fs                |

なお、国際単位系では秒とラジアンのみが定義されており、完全に十進法で表記される。
また、日本の度量衡では、六十進法が用いられた例がある。条里制では 1 町 = 60 歩 = 360 尺で、1 歩 = 6 尺であった。天正時代以後は、1/36 里 = 1 町 = 60 間 = 360 尺で、1 間 = 6 尺となった。これらは、60 を底とする方法の外に、60 を 6×10の積に分解して、6 や 36 を単位としたり、6 や 36 に 10 を掛けた数値を単位とする方法が採られている（36＝6×6、60＝6×10、360＝6×6×10、3600＝6×6×10×10）。